# Aulacopilum japonicum
Aulacopilum japonicum är en bladmossart som beskrevs av Brotherus och Jules Cardot 1909. Aulacopilum japonicum ingår i släktet Aulacopilum och familjen Erpodiaceae. Inga underarter finns listade i Catalogue of Life.